# 明夏行政區劃
元末明玉珍割據政權的行政區劃，據《明史》、《罪惟錄》、《明氏實錄》等書記載有如下設置：

## 概述
元末，明玉珍及其子明昇據蜀十一年（1361－1371年），建立以四川地區為主的政權。明玉珍於元至正十七年（1357年），率軍西征入川，溯江而上，佔領重慶，並佔有相鄰的今陝西、鄂西、甘、黔、滇五省邊境的部分地區。至正二十年（1360年）。又進軍盆地西部，佔有成都，勢及全川，以及相鄰的今陝南、鄂西，甘、黔、滇五省邊境的部分地區，明玉珍乃稱隴蜀王，即國王位於重慶。至正二十二年（1362年），明玉珍正式稱帝，國號大夏，改元天統，都重慶，建立了大夏政權。疆域最盛時，東至夷陵(今湖北省宜昌市)，西至雲南中慶(今雲南省昆明市)，南至播州(今貴州省遵義市)，北至興元(今陝西省漢中市)。設六卿，後改中書省。其政區，分為八道，下設府、州、縣三級。府置刺史，州置太守，縣置縣令。並設將軍於南鄭(今陝西省漢中市)，以進取陝右，設將軍於夷陵，以圖江左。
明玉珍天統五年（1366年、至正二十六年），明玉珍崩，子明昇繼位。至明昇開熙五年（明洪武四年、1371年），朱元璋遣將攻夏，僅七月，明昇降，四川地區遂成為明王朝版圖。
明氏大夏政權政區的建置：新置有珙州和綦江縣、石羊縣。復置有資州和雒、江源、永康、保寧、江油、安岳、井研、昌寧、大足、墊江、樂溫等縣及永寧鎮邊都元帥府。省並的縣有：省小溪縣入遂寧州，省石照縣入合州，省滎經縣入嚴道縣，省佛鄉洞長官司入邑梅沿邊溪洞軍民府等。改動的縣有：改樂溫縣為長壽縣，改龍州為龍州宣慰司，改永寧路為永寧鎮邊都元帥府，改瀘州為瀘州路都元帥府等。明昇降時，明王朝所得的大夏的地方政區，據文獻記載尚有“總制府七，元帥府八，宣慰司、宣撫司二十五，州三十七，縣六十七。

## 政區
- 資州，明玉珍置。洪武初降為資縣[2]。
- 江源縣，崇慶州東南有江源縣，明玉珍復置，洪武初省[2]。
- 雒縣，明玉珍復置雒縣，為漢州州治。洪武四年省縣入州[2]。
- 保寧縣，元以威州州治保寧縣省入威州。明玉珍復置保寧縣。洪武二十年五月復省保寧縣入州[2]。
- 昌寧縣，明玉珍置。在重慶府榮昌縣西北，洪武七年省[3]。
- 綦江縣，明玉珍置。元綦江長官司，屬播州[3]。
- 石照縣，元重慶府合州州治，明玉珍省縣[3]。
- 墊江縣，明玉珍置，屬重慶府忠州[3]。
- 真州，元珍州思寧長官司。明玉珍改真州，洪武十七年置真州長官司。萬曆二十九年四月改置真安州[4]。
- 珙州，元下羅計長官司，屬敍南宣撫司。明玉珍改為珙州。洪武四年降為珙縣[5]。
- 龍州宣慰司，元龍州，屬廣元路。明玉珍置龍州宣慰司。洪武六年十二月復置龍州[6]。
- 江油縣，元省。明玉珍復置[6]。
- 小溪縣，元潼川府遂寧州州治，明玉珍省縣[7]。
- 榮經縣，屬雅州，明玉珍省入嚴道縣，洪武中復置[8]。
- 沿邊溪洞軍民宣慰司，元酉陽州，屬懷德府。明玉珍改沿邊溪洞軍民宣慰司。洪武五年四月仍置酉陽州，兼置酉陽宣慰司[9]。
- 邑梅沿邊溪洞軍民府，元佛鄉洞長官司，明玉珍改邑梅沿邊溪洞軍民府。洪武八年正月改置邑梅洞長官司[9]。
- 石砫安撫司，元石砫軍民宣撫司。明玉珍改安撫司。洪武八年正月為石砫宣撫司，屬重慶衞[10]。
- 忠路宣撫司，明玉珍忠路宣撫司。洪武四年改忠路安撫司[11]。
- 散毛宣慰使司都元帥，元至元三十年四月置散毛洞蠻夷官。三十一年五月升為府，屬四川行省。至正六年七月改散毛誓厓等處軍民宣慰司。明玉珍改散毛宣慰使司都元帥。洪武七年五月改散毛沿邊宣慰司，屬重慶衞[11]。
- 龍潭長官司，元龍潭宣撫司。明玉珍改長官司。洪武八年十二月改龍潭安撫司，屬重慶衞[11]。
- 大旺宣撫司，明玉珍大旺宣撫司。洪武八年十二月因之，屬四川。永樂五年改置大旺安撫司[11]。
- 忠建軍民都元帥府，元忠建軍民都元帥府。明玉珍因之。洪武五年正月改忠建長官司[11]。
- 沿邊溪洞宣撫司，元湖南鎮邊宣慰司。明玉珍改沿邊溪洞宣撫司。洪武五年正月改沿邊溪洞長官司[11]。
- 高羅安撫司，元高羅宣撫司。明玉珍改安撫司。洪武六年廢。永樂四年三月復置[11]。
- 木冊長官司，元木冊安撫司。明玉珍改長官司[11]。
- 鎮南宣撫司，元宣化鎮南五路軍民府，尋改湖南鎮邊毛嶺峒宣慰司，明玉珍改鎮南宣撫司[11]。
- 唐崖安撫司，元唐崖軍民千戶所。明玉珍改安撫司。洪武七年四月改長官司[11]。
- 東鄉五路宣撫司，明玉珍置東鄉五路宣撫司，明洪武六年改東鄉安撫司[12]。